# Božena Srncová
Božena Srncová, później Krejcarová (ur. 11 czerwca 1925 w Pradze, zm. 30 listopada 1997 tamże) – czeska gimnastyczka. W barwach Czechosłowacji dwukrotna medalistka olimpijska.
Brała udział w dwóch igrzyskach (IO 48, IO 52), na obu zdobywała medale w rywalizacji drużynowej. W 1948 drużyna czechosłowacka sięgnęły po złoto, cztery lata później były trzecie.